# Tintas intumescentes
Tintas intumescentes são tintas que reagem ao calor.

## Funcionamento
O processo é iniciado quando a temperatura da superfície atinge 200°C, ocasionando uma expansão volumétrica atingindo muitas vezes seu volume inicial, dependendo da espessura e temperatura a qual sejam expostos.
Neste processo são liberados gases atóxicos que atuam em conjunto com resinas especiais formando uma espuma rígida na superfície da estrutura, provocando o retardamento da elevação das temperaturas nos elementos metálicos.
As tintas intumescentes são os produtos de melhor acabamento estético para a proteção de estruturas metálicas, todavia são materiais caros e que devem ser utilizados com cautela para se garantir a viabilidade econômica de qualquer empreendimento.